# ウロ＝ニミニ・チャンギル
ウロ＝ニミニ・チャンギル（Ouro-Nimini Tchagnirou、1977年12月31日 - ）は、トーゴの元サッカー選手。元トーゴ代表。ポジションはゴールキーパー。

## 来歴
2000年8月にトーゴ代表デビュー。トーゴ史上初の出場となった2006 FIFAワールドカップのメンバーにも選出された。2007年までに11試合に出場した。

## 代表歴

### 出場大会
- トーゴ代表
  - 2006 FIFAワールドカップ

### 試合数
- 国際Aマッチ 11試合 0得点（2000年-2007年）[1]

| トーゴ代表 | 国際Aマッチ | 国際Aマッチ |
| 年         | 出場        | 得点        |
| ---------- | ----------- | ----------- |
| 2000       | 1           | 0           |
| 2001       | 1           | 0           |
| 2002       | 1           | 0           |
| 2003       | 0           | 0           |
| 2004       | 1           | 0           |
| 2005       | 2           | 0           |
| 2006       | 2           | 0           |
| 2007       | 3           | 0           |
| 通算       | 11          | 0           |